# سياسة الصينيتان

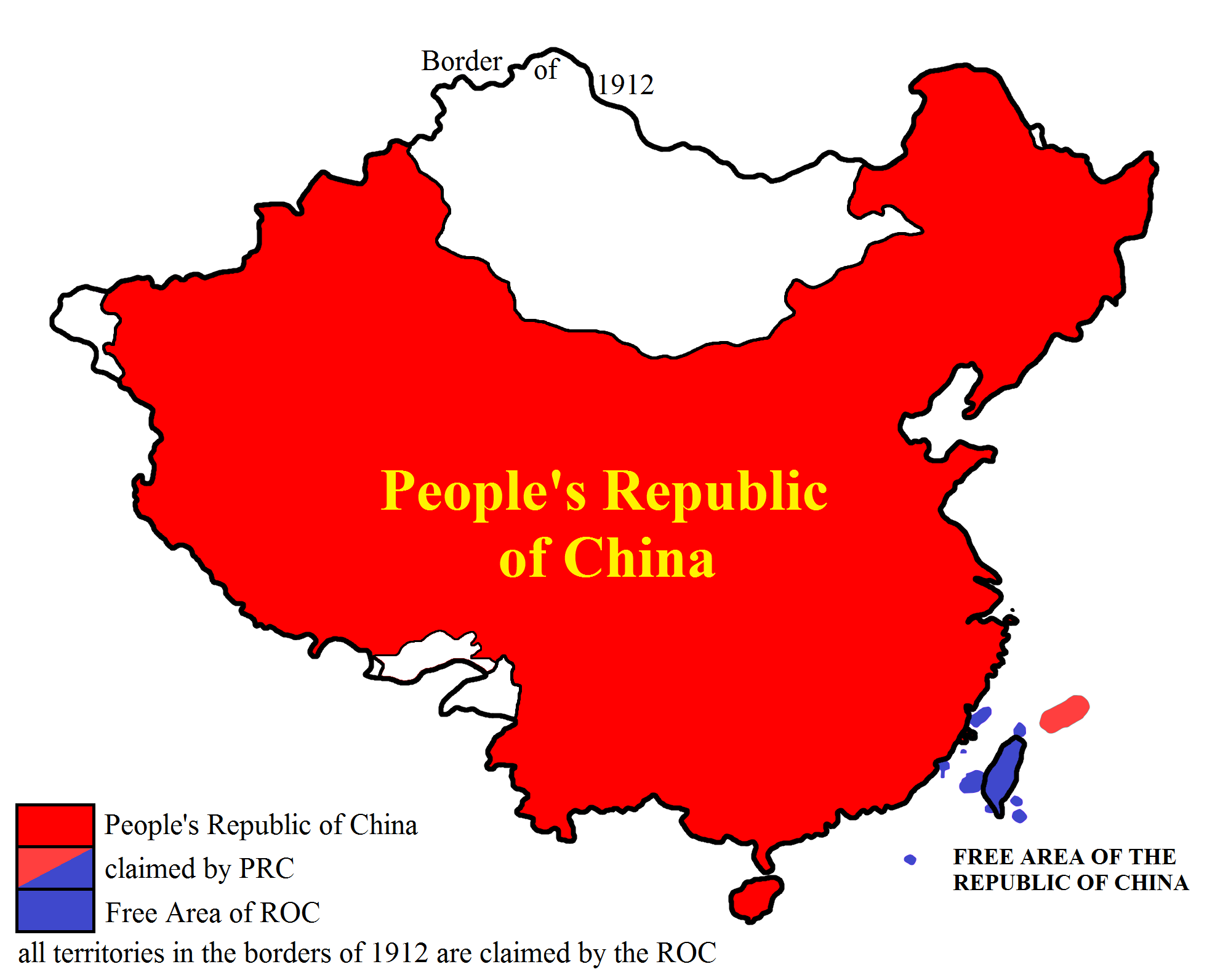
جمهورية الصين الشعبية على البر الرئيسي (أحمر) وجمهورية الصين (أزرق).تعتبر جمهورية الصين رسمياً كامل أراضي البر الرئيسي، بالإضافة لمنغوليا وبعض الأراضي المتنازل عليها جزءًا منها.

سياسة الصينيتان هي سياسة تشير إلى الانقسام السياسي بين جمهورية الصين الشعبية (PRC) وجمهورية الصين (ROC) في جزيرة تايوان. تأسست جمهورية الصين عام 1912م وحكمت البر الصيني حتى قيام الحزب الشيوعي الصيني بتأسيس جمهورية الصين الشعبية عام 1949م، مما أجبر جمهورية الصين على التراجع إلى جزيرة تايوان بعد خسارتها الحرب الأهلية الصينية. يدعي كلا النظامين المتنافسين أنهما السلطة الشرعية الوحيدة لكامل الصين (بما في ذلك البر الصيني وتايوان) وفق مبدأ «الصين الواحدة». ترفض جمهورية الصين الشعبية فصل تايوان كدولة مُستقلة وتعتبرها جزءً منها.
اليوم، يعمل النظامان ككيانين منفصلين بنظم سياسية وأيديولوجيات مختلفة. تظهر الفروق جلية بينهما، حيث تعد جمهورية الصين الشعبية دولة حزب شيوعي، بينما تحولت جمهورية الصين إلى ديمقراطية متعددة الأحزاب بعد انتقالها من حكم الحزب الواحد العسكري. يحتفظ البلدان بعلاقات دبلوماسية منفصلة مع دول العالم.

## خلفية تاريخية

خريطة توضح تدهور حدود الصين أواخر عهد سلالة تشينغ من قِبل القوى الإمبريالية الأجنبية بين عام ١٨٤١ و ١٩١١م.

في عام 1912م، تنازل الإمبراطور شوان تونغ عن العرش نتيجة لثورة شينهاي، وتم تأسيس جمهورية الصين في نانجينغ على يد الثوار بقيادة سون يات-سين. في الوقت نفسه، كانت هناك حكومة في بكين تُعرف بحكومة بييانغ، بقيادة يوان شيكاي، وهو جنرال سابق في سلالة تشينغ، والتي قد طعنت الحكومة الوطنية بقيادة حزب الكومينتانغ (الحزب الوطني الصيني) في شرعيتها.
من عام 1912م حتى عام 1949م، عانت الصين من الحروب الإقطاعية، والغزو الياباني، والحرب الأهلية الصينية. وخلال هذه الفترة المضطربة، وُجدت عدة حكومات في الصين، من بينها حكومة بييانغ بقيادة يوان شيكاي (1912–1928م)، وجمهورية الصين السوفيتية (1931–1937م) التي أنشأها الحزب الشيوعي الصيني، والدول العميلة مثل مانشوكو (1932–1945م) ومينتشيانغ (1939–1945م)، وحكومة فوجيان الشعبية (1933–1934م)، وحكومة وانغ جينغوي العميلة المدعومة من اليابان (1940–1945م)، وحكومة التبت في عهد غاندن بودرانغ (1912–1951م)، وجمهورية تركستان الشرقية الإسلامية بقيادة خوجا نياز (1933–1934)، وجمهورية تركستان الشرقية المدعومة من الاتحاد السوفيتي (1944–1949م)، وجمهورية توفا الشعبية (1921–1944م)، ودولة منغوليا بقيادة بوغد خان في منغوليا الخارجية (1911–1924م)، والجمهورية الشعبية المنغولية (1924–1992م)، وقد اعترفت بها الصين في عام 1946م.
مع نهاية الحرب الأهلية الصينية في عام 1949م، سيطرت جمهورية الصين الشعبية الشيوعية، بقيادة رئيس الحزب الشيوعي ماو تسي تونغ، على برّ الصين الرئيسي. أما جمهورية الصين، بقيادة الرئيس تشيانغ كاي شيك، فقد نقلت حكومتها إلى جزيرة تايوان، مما أدى فعليًا إلى تقسيم الصين إلى دولتين سياسيتين، على غرار كوريا الشمالية والجنوبية، وألمانيا الغربية والشرقية، وفيتنام الشمالية والجنوبية.

خريطة تُظهر سياسة الصينيتان في السياسة الدولية.
جمهورية الصين الشعبية
الدول التي تعترف بجمهورية الصين الشعبية فقط
الدول التي تعترف بجمهورية الصين الشعبية ولها علاقات غير رسمية مع جمهورية الصين
جمهورية الصين
الدول التي تعترف بجمهورية الصين فقط
الدول التي ليس لديها موقف مُبلغ عنه في الوقت الحاضر

على الرغم من استمرار القتال لعدة سنوات تالية، إلا أنه بحلول وقت الحرب الكورية، كانت خطوط السيطرة قد أصبحت واضحة بشكل حاد: فحكومة جمهورية الصين الشعبية بقيادة الشيوعيين في بكين كانت تُسيطر على معظم أراضي الصين القارية، بينما كانت حكومة جمهورية الصين بقيادة الكومينتانغ، والتي انتقلت إلى تايبيه، تسيطر على جزيرة تايوان وبعض الجزر المجاورة، وعدد من الجزر قبالة ساحل مقاطعة فوجيان. وقد تم فَرض هذا الجمود بمساعدة الحكومة الأمريكية، التي بدأت في ردع غزو تايوان بعد اندلاع الحرب الكورية.
ولسنوات عديدة، تنافست كل من الحكومتين لتكونا الحكومة الشرعية الوحيدة للصين. ومع أن القتال كان قد انتهى إلى حد كبير، إلا أن ساحة المعركة الرئيسية تحولت إلى الساحة الدبلوماسية. فقبل سبعينيات القرن الماضي، كانت جمهورية الصين لا تزال تُعترف بها من قِبل العديد من الدول ومن قِبل الأمم المتحدة كالحكومة الشرعية الوحيدة لـ«الصين»، وكانت تَدّعي السيادة على كل من برّ الصين الرئيسي وتايوان. وكانت جمهورية الصين من الأعضاء المؤسسين للأمم المتحدة، كما كانت إحدى الدول الخمس الدائمة العضوية في مجلس الأمن حتى عام 1971م، عندما تم طردها من الأمم المتحدة واستُبدل تمثيلها بجمهورية الصين الشعبية من خلال قرار الجمعية العامة للأمم المتحدة رقم 2758.
وقبل السبعينيات، لم تكن معظم الحكومات الأجنبية تعترف بجمهورية الصين الشعبية. وكانت أولى الحكومات التي اعترفت بها كحكومة "الصين" هي دول الكتلة السوفيتية، وأعضاء حركة عدم الانحياز، والمملكة المتحدة عام 1950م. وجاء التحول الحاسم في عام 1971م، عندما قامت الجمعية العامة للأمم المتحدة بطرد ممثلي تشيانغ كاي شيك من خلال رفض اعتمادهم كممثلين للصين. وسرعان ما تبعت ذلك موجة اعترافات بجمهورية الصين الشعبية من أغلب دول العالم، بما في ذلك الولايات المتحدة. ورغم ذلك، استمرت جمهورية الصين في التنافس مع جمهورية الصين الشعبية على الاعتراف الدولي بأنها الحكومة الشرعية الوحيدة للصين.
منذ تسعينيات القرن الماضي، برزت حركة متزايدة بدعم غربي تطالب بالاعتراف الرسمي باستقلال تايوان، مما جعل الوضع السياسي لتايوان القضية الأساسية، بدلاً من الجدل السابق حول الحكومة الشرعية الوحيدة للصين. 